# Little Cypress
Little Cypress es un lugar designado por el censo ubicado en el condado de Orange en el estado estadounidense de Texas. En el Censo de 2020 tenía una población de 1968 habitantes y una densidad poblacional de 197,59 habitantes por km². Fue incluido como CDP en el censo de 2020.

## Geografía
Little Cypress se encuentra ubicado en las coordenadas 30°10′18″N 93°44′40″O / 30.17167, -93.74444. Según la Oficina del Censo de los Estados Unidos,  tiene una superficie total de 9,96 km², de la cual 9,83 km² corresponden a tierra firme y 0,13 km² a agua.